# 至Net奇兵怪獸列表
在至Net奇兵中，出現過很多怪獸，這條目是有關在至Net奇兵中出現過的怪獸。這些怪獸通常都是山拿製造出來用來對付利奧高小組和亞烈達。

## 注意
為方便閱覽，本文所有標題列上有「1」者表示香港第一輯官方（TVB）譯名；「2」表示香港第二輯官方譯名。其餘的則是網友自譯，或者其他地區的譯名。

## 第一輯便出現的怪獸
注意: 英文怪獸名稱是 法文或者英文

### 黃蜂1 2/黃蜂怪2/大黃蜂 (Frôlions/Hornets)
貌似真實世界的黃蜂。黃蜂能夠飛行於 Lyoko, 作為山拿空軍, 牠們很難被擊中, 通常以三至五隻一起出現, 而且牠們十分聰明, 懂得逃避掃描器的偵測和小隊的攻擊。它們通常多隻一起圍攻一個敵人, 使人難以對付。牠們的弱點是擊中在他們的頭部的山拿標記。如果領導(中間的一隻)的黃蜂被消滅, 牠的夥伴也較容易被消滅。牠們有一根巨型的針, 除了能夠發射雷射炮外, 在第一輯還能夠發射酸液, 帶有酸液的黃蜂會另外有更多的生命點。

### 巨蟹獸1/巨蟹怪1/蟹怪2(Krabes/Crabs)
像一隻大大的螃蟹, 這種怪物可以單獨, 也可以幾隻一起出現。牠們通常出現在森林區和沙漠區。牠們那麼龐大的身軀卻只由四隻很幼的腳支撐著, 所以只要對牠們的腳加以傷害, 牠們便會失去平衡, 沒法站起來了。牠們有一個堅硬的殼, 殼上有山拿的標記,所以也是牠們的另一個弱點。蟹怪共有六隻眼睛,上面的三隻並不是眼睛是雷射炮,　另外在第二輯蟹怪的底部能夠發射衝擊波,以彌補蟹怪底部弱點。在第二輯第39集「壞的回頭」(A Bad Turn), 蟹怪被山拿實體化, 這是繼曱甴獸後第二種被實體化到地球的怪物。第二輯第35集「一時衝動」(The Chips Are Down), 蟹怪為數多隻同時出現。第五季中巨蟹獸可以爬上悬崖峭壁。
注:在第一輯的第二話「核電危機」中,阿奇曾經說:「我最討厭這些螃蟹了。」

### 四方獸1/立方怪2/積木怪2(Blocks/Bloks)
有一個堅硬的大方塊且有腳的怪物, 愚笨且行動緩慢, 它們的腳部仍能行走斜坡。立方怪的每一面都有一隻眼睛, 前面眼睛是腦子,用作看東西的,也是牠們的弱點; 右眼睛是雷射炮, 儲氣後還可以連射, 左邊眼睛射擊「雷射結冰槍」, 擊中能使生物動彈不得並損失生命點, 需等待冰融化方可走動, 後方眼睛儲氣後能射擊「火燄雷射炮」攻擊力甚強, 避開這種攻擊的方法就像跳火圈一樣跳過它們。牠們的頭部能360度轉動; 立方怪還有一個弱點就是它們的沒有眼睛的頂部, 只要走上它的頂部再向眼睛攻擊便能輕易擊敗它們。在第一輯第24集「鬼門關」(Ghost Channel)同時出現為數多隻的立方怪。最常見的每兩隻為一組, 有時最多四隻一起出現, 較少出現在冰川區。
第二輯第31集「百格先生」(Mister Puck)中立方怪能在冰川區衝出冰塊出現。
第五季中立方怪可以成百只叠在一起形成一面墙，并发射强大的冲击波，不被直接击中也可以毙命。因为即使打中了一个眼睛也不会死亡，杰里明开发了一个眼镜来协助阿奇找出带头的立方怪并集中火力将其击毙。

### 曱甴獸1/蘑菇怪2/甲蟲怪2(Kankrelats/Roachsters)
外型像一隻小蟲, Lyoko最細小最弱的怪物, 曱甴獸執行任務時, 最少每三至五隻為一組, 比較少見是多隻一起出現。它們要有另外同伴存在, 才會感到安全。牠們可以走得很快, 它們仍是優秀欺騙者。弱點是它們額上的山拿標記, 武器是雷射炮, 並能夠儲氣發射, 擊中的話會損失更多生命點。曱甴獸在第一輯第26集「回到利奧高」(False start)被山拿實體化到地球。選擇的原因可能因為他們較細小。牠們在不同區域都經常出現。第二輯第38集「誘惑」(Temptation)和第三輯第59集「秘密」(The Secret)同時出現為數多隻的曱甴獸。在第五輯(演化)第23集「抑郁的Jeremy」(Jeremy's Blues)中，曱甴獸被擊中一次後，能分裂成兩個。
此外它們由於弱小且得人喜歡, 常常都會做出令人有趣的動作, 治狼和阿奇有時也會用比較有趣的方法去擊敗它們。

### 超級坦克1/巨型坦克2(Mégatanks/Megatanks)(化名"大保齡球")
十分恐怖和危險。超級坦克較少出現, 它的外表是一個堅硬的黑球, 所以需要用滾動來移動自己, 滾動時可以走得很快並能夠輾斃敵人, 此外滾動時會收起山拿眼睛使人無法攻擊它, 當靜止時黑球會顯示出多隻山拿標記。超級坦克的黑球內是呈紅色的內部。
它在第一輯通常單獨出現, 第二輯開始最多三隻一起出現。藏在球裡中間的山拿標記會發射攻擊力強的垂直巨型半圓雷射炮(發射時需儲氣),能攻擊很遠的物體, 擊中的話會失去所有生命點。它唯一弱點是山拿標記（有兩隻呈水平方向的眼睛, 以平衡圓環。）在它的框裡面,所以要把握好時機在它靜止時攻擊它的山拿標記。超級坦克的攻擊甚至能夠破壞高塔和地形。
此外它們滾動時,可以騙它們讓牠們跌入數碼海。另外在第三輯超級坦克把自己以水平方向發射巨型圓形雷射炮。
目前能對抗巨型雷射炮的招式只有第三輯亞烈達發出的光波球。此外治狼也曾兩度用劍擋過超級坦克的雷射炮, 但只能捱過一會兒。

### 守護者1(Gardiens/Guardians)(化名"大泡泡/大胖子")
橙色球形,像太陽一樣光的物體。山拿可以利用它困住身在Lyoko的人們。掃瞄器並不會顯示它的存在,任何攻擊對它無效。唯一可以救出球裹的人的方法就是複製出像球裹的人的虛擬影像令系統產生錯亂,從而釋放球裹的人。守護者只有在第一輯出現過兩次: 一次是第7集的「真假尤美」(Image problem); 另一次則是第10集「夢中女孩」(Girl of dream)。另外守衛者是沒有智慧, 它只會將人囚禁著, 所以它是不會將人複製或實體化的。
註：另外有人懷疑第24集「鬼門關」和第82集「遙遠的記憶」的大型球體究竟是否守護者, 這裡有很大爭議, 在「鬼門關」和「遙遠的記憶」集那橙色球體覆蓋的範圍甚至能製造一個假的平行宇宙(Parallel Universe)來囚禁並欺騙Lyoko的人們。從外表和功用來看, 這或可能是進化版的守護者。

## 第二輯才出現的怪獸
注意: 英文怪獸名稱是 法文或者英文

### 狼蛛2(Tarentules/Tarantulas)
擁有四腳行走的怪物, 狼蛛身體很堅固即使受到攻擊也會安然無事。它們同時擁有一定的智慧, 能夠發出聲音與同類溝通。它的前雙腳都有雷射炮, 且能夠不斷連發, 是個難纏的傢伙, 在戰鬥中通常它都是坐起來才發射雷射炮, 直至有需要才會走動, 為了解決它們走動很難作出攻擊的問題, 有時候它也能利用後腳站立並行走(當然沒四腳行走那麼快), 兩腳站立行走時也能作出攻擊。它們的弱點是它頭上的山拿標記, 但要擊中是很困難。出現於四個主要區域。它最多以三至五隻一起出現。在第五季（演化）中，狼蛛可以不用前脚发射激光而直接用眼睛（XANA标志）发射。

### 傳送球2/輸送器2(Transport Orb)
此球不是怪物, 是一個白色和印有山拿標記的球體, 不會發出任何攻擊, 只是用作來往第五區域的運輸工具, 召喚它出來需要先到區域的邊緣, 然後輸入密碼: 大西庇亞(SCIPIO) 便會自動出現。但亞烈達就能憑心靈去召喚傳送球出來。
在第三輯由於山拿想借刪除四個主要區域令小隊無法使用傳送球到達第五區域-迦太基且傳送球效率有限, 傑理明便打算拋棄傳送球致力找出一條直接虛擬化到第五區域的方法。

### 爬蟲怪2/爬行怪2(Rampants/Creepers)
類似蛇外型的怪物, 它們擁有一雙手而雙手後端有一條機械尾巴,  它們能使用雙手來行走, 能夠爬行於任何平面上, 只會出現於第五區域。它們出現時經常發出咆哮。它們的生命點十分少, 口裡能發出雷射炮且攻擊力強, 對付它們比較容易, 即使沒有擊中它們頭上的山拿標記, 而擊中身體也能將它們擊斃。它仍能多隻於第五區域出現並是第五區域常見的怪物。
此外第三輯第55集「潮汐波」爬行怪出現方式比較特殊, 它是在數碼空洞中誕生並出現。

### 水母怪2/水母獸(Méduse/Scyphozoa)
水母狀怪物, 頭部呈現透明, 可以見到它的腦部; 它幾乎沒有身體, 中間擁有山拿標記但不是它的弱點; 另外它擁有多條觸鬚能夠捉住人類並能盜取體內的東西。它能夠漂浮於水上與空中, 令它能夠於任何地方出現, 而且看來水母怪僅有一隻, 。山拿起初製造出來用來吸收亞烈達記憶的怪物, 它雖然不會作出攻擊也不會被消滅, 所有的攻擊都會被吸收, 但一被牠捉住便會無法逃脫, 必須有人幫忙切斷牠的管狀觸鬚或攻擊它頭部。由於它不能攻擊因此其他很多時需要配合其他怪物才能順利捉到獵物。在第二輯第47集「賀法蘭」水母怪因吸收錯誤的記憶而變得混亂。
第三輯以後山拿已利用水母怪輸入病毒進行任何控制人類的活動。
第四輯第76集「湖」山拿首次利用水母怪吸收Skid的能量。
在第二輯第34集「失去了的連結」(Missing link)中水母怪曾經盜取了尤美的人類基因序列碼。

由第三輯第54集「減去一區」(Lyoko minus one)開始,水母怪仍能輸入病毒,令亞烈達受到山拿控制。

在第三輯第65集「決賽」(Final round)中水母怪輸入病毒,令威廉受山拿控制。

在第四輯第90集「錯誤的揭露」中水母怪控制亞烈達跳下數碼海自殺。

在第五輯（演化）第22集「兵變」(Mutiny)中水母怪用管狀觸鬚連接威廉，令威廉受山拿控制。

### (飛行)蝙蝠怪2/魔鬼魚2(Mantas/Flying Manta)
(飛行)魔鬼魚是山拿在第二輯的中央資料外圍守護者（亦能夠在第五區域內部和其他地方出現）。外形像一隻會飛行的魔鬼魚, 與狼蛛和爬行怪一樣會發出聲音。一旦有人進入那裹就很怏孵化後作出攻擊。大多數出現都是一羣三隻，不論是飛或跑也難以防止他們攻擊。牠們會從口中發出雷射砲，一中有機會失去所有生命點。由第二輯第44集「頭暈」開始會用由尾部發出一些追蹤性魚雷，而中了從尾部發出一些連爆的炸彈就會扣二十點。要把他完全消滅，便要用武器打進他背部的山拿圖案。牠們趨向用和黃蜂怪一樣的攻擊和戰略。第四輯中山拿控制的威廉乘坐的魔鬼魚變了為黑色, 且威廉能駕馭它。

### 馬拉寶達2(Marabounta)
傑理明創造的程式，一種像液體的怪獸。馬拉寶達依照奇和亞烈達在每場戰爭的記憶作戰鬥藍本，起初非常有效，消滅了在作偵察使命的蟹怪和超級坦克。但是,馬拉寶達錯認了含有山拿病毒的亞烈達為怪獸，並攻擊了她。透過它快速和無窮的繁殖，它開始威脅和摧毀利奧高。通過眾人和山拿怪獸一起對抗馬拉寶達，以及最關鍵的─阿奇的最後一支激光箭矢擊中了它的核心，馬拉寶達被關閉了。

### 多形態個體2/多形態複製體(Clônes Polymorphes/Clone Polymorphe)
多形態個體是一種可以複製戰士的戰鬥模式的一種怪獸,而且可以生活在現實世界。
在第一次虛擬化,多形態個體偽裝成阿奇的樣子。當多形態個體虛擬化時,
電腦出現了問題的標誌,但是傑理明不能理解發生了什麼事情。
第五季中多形态克隆体可以直接在现实世界中窃取Lyoko勇士的代码。所以杰里明开发了探测程序来找出被克隆的对象的形象。

## 第三輯才出現的怪獸
第三輯並沒有出現新怪獸。

## 第四輯才出現的怪獸
注意: 英文怪獸名稱是 法文或者英文

### 鯊魚怪(Rekin/Sharks)
鯊魚型怪物, 跟鯊魚一樣有尖銳的牙齒但只有尾部和背鰭, 頭部擁有山拿標記。它們也是跟Kongres一樣在能游得很快, 武器是在嘴部的魚雷炮, 攻擊力應該比Kongres高。

### 烏賊怪(Kalamar)
類似烏賊的怪物, 有四隻幼腳幫助它抓住獵物, 游得比其他兩種數碼海怪物慢得多, 但生命點比其他兩種的數碼海怪物多。中心有山拿標記, 底部擁有武器鑽子, 可鑽穿硬物。

### 鰻魚怪(Kongres/eel)
擁有蝰鱼的頭和鰻魚般身體的怪物, 出沒於數碼海。它們的山拿標記比較特別是一顆豆在它們的藍色尾部中。雷射炮由它們的眼部發射, 能遊得十分快。殲滅它們的唯一方法，是用斯基德普拉特尼（skid）配備的追蹤型導彈炸毀它們。

### 巨人怪(Kolossus/colossus)
由山拿從多個Replika提取能量製造出來的巨型怪物, 是山拿製造最大型及破壞力最強的怪物。它全身由岩石及熔岩構成, 身體四發散著煙霧, 它的左手是劍, 右手是拳頭。它的下巴有兩條鬆散的鬍鬚, 頭上也有幾條向外伸出的辮子。它的攻擊力極強, 能一下便摧毀Skid, 但行動緩慢。山拿標記位於頭部及它的劍上; 普通攻擊即使打中山拿標記也對它無效, 但若能同時擊中它身上兩個山拿標記便能消滅它。當它死後, 身體上的熔岩會消失只剩下岩石的空殼。此外Kolossus還有另外一種特殊能力, 只要讓手碰上高塔便能將高塔直接山拿化。

## 第五季（演化）才出现的怪兽

### 忍者(Ninjas)
浑身发绿光，具有人型。在演化版第十集中被治狼发现他们其实就是Alan Meyer（贺法兰的前雇员）手下被虚拟化的人类。其身体敏捷，极具战略智慧，使用双剑攻击和防御。具有潜伏在皮层区砖块下和爬墙的能力。进入数码海不会消失，而且可以不必乘坐船就自由移动（第十四集中一个忍者抓住Skid和Lyoko勇士们一起回到第五空间）。

## 遊戲中的獨有怪獸
至NET奇兵曾推出了三款遊戲，分別是至NET奇兵(視頻遊戲)、至NET奇兵：探索無限及至NET奇兵：山拿的末日，而這三款遊戲中曾出現了一些至NET奇兵動畫版中沒有、只在遊戲版才有的怪獸。

### 黑色曱甴獸/黑色蘑菇怪/黑色甲蟲獸(Dark kankrelats)
黑色曱甴獸/黑色蘑菇怪/黑色甲蟲獸是《至NET奇兵》這遊戲的獨有怪獸，為曱甴獸/蘑菇怪/甲蟲獸的改版，但攻擊力比普通曱甴獸/蘑菇怪/甲蟲獸強。

### 黑色黃蜂/黑色黃蜂怪(Dark frôlions/Dark hornets)
黑色黃蜂/黑色黃蜂怪是《至NET奇兵》這遊戲的獨有怪獸，為黃蜂/黃蜂怪的改版，但攻擊力比普通黃蜂/黃蜂怪強。

### 爆破曱甴獸/爆破蘑菇怪/爆破甲蟲獸(Exploding kankrelats)
爆破曱甴獸/爆破蘑菇怪/爆破甲蟲獸是《至NET奇兵》這遊戲的獨有怪獸，同樣為曱甴獸/蘑菇怪/甲蟲獸的改版，牠的身體是綠色的，並不會發射激光炮，但如果玩家攻擊牠，牠便會在幾秒後自動爆炸，而牠爆炸時會傷及到玩家。

### 蟎怪(Mites)
蟎怪是《至NET奇兵》這遊戲的獨有怪獸，這種怪獸只出現於第五區域，而這種怪獸每次都一定會和爬蟲怪/爬行怪一起出現對付玩家。

### 蠍子怪(Scorpion)
蠍子怪是《至NET奇兵》這遊戲的獨有怪獸，同時牠亦是《至NET奇兵》遊戲中的最終頭目怪獸，玩家需要用尤美、阿奇及治狼分別對付牠三次。

### 昆蟲怪/蟲怪(Insekt/Insect)
昆蟲怪/蟲怪是《至NET奇兵：探索無限》及《至NET奇兵：山拿的末日》這兩款遊戲的獨有怪獸。

### 冰凍怪(Ice Boss)
冰凍怪是《至NET奇兵：探索無限》及《至NET奇兵：山拿的末日》這兩款遊戲的獨有怪獸。

### 機械甲蟲怪(Beetle)
機械甲蟲怪是《至NET奇兵：探索無限》及《至NET奇兵：山拿的末日》這兩款遊戲的獨有怪獸。

### 螳螂怪(Mantis)
螳螂怪是《至NET奇兵：探索無限》及《至NET奇兵：山拿的末日》這兩款遊戲的獨有怪獸。

### Desert Horse
Desert Horse是《至NET奇兵：探索無限》及《至NET奇兵：山拿的末日》這兩款遊戲的獨有怪獸。

### 毛蟲怪(Slug)
毛蟲怪是《至NET奇兵：探索無限》及《至NET奇兵：山拿的末日》這兩款遊戲的獨有怪獸。

### 突變曱甴獸/突變蘑菇怪/突變甲蟲獸(Mutant kankrelats)
突變曱甴獸/突變蘑菇怪/突變甲蟲獸是《至NET奇兵：山拿的末日》這款遊戲的獨有怪獸。

### 突變黃蜂/突變黃蜂怪(Mutant frôlions/Mutant hornets)
突變黃蜂/突變黃蜂怪是《至NET奇兵：山拿的末日》這款遊戲的獨有怪獸。